# Pteromalus poisoensis
Pteromalus poisoensis är en stekelart som beskrevs av Graham 1983. Pteromalus poisoensis ingår i släktet Pteromalus och familjen puppglanssteklar. Inga underarter finns listade i Catalogue of Life.